# Sant Joan de Moró
Sant Joan de Moró (em valenciano e oficialmente) ou San Juan de Moró (em castelhano) é um município da Espanha na província de Castelló, Comunidade Valenciana. Tem 29,1 km² de área e em 2021 tinha 3 307 habitantes (densidade: 113,6 hab./km²).

## Demografia
| Variação demográfica do município entre 1991 e 2004 | Variação demográfica do município entre 1991 e 2004 | Variação demográfica do município entre 1991 e 2004 | Variação demográfica do município entre 1991 e 2004 |
| --------------------------------------------------- | --------------------------------------------------- | --------------------------------------------------- | --------------------------------------------------- |
| 1991                                                | 1996                                                | 2001                                                | 2004                                                |
| 1590                                                | 1669                                                | 1863                                                | 1930                                                |